# حيدر أباد (حومة دامغان)
حیدر أباد (بالفارسية: حیدرآباد) هي مستوطنة تقع في إيران في منطقة مركزية ريفية. يقدر عدد سكانها بـ 176 نسمة بحسب إحصاء 2016.